# Amor entre las ruinas
Amor entre las ruinas  —en inglés: Love Among the Ruins— es una de las composiciones más famosas de Edward Burne-Jones, artista inglés vinculado a la Hermandad Prerrafaelita. Existen dos versiones de esta pintura: una acuarela en una colección privada y una pintura al óleo, que pertenece al National Trust.

## Introducción
En el último tercio del siglo XIX, el prerrafaelismo había derivado hacia el esteticismo y el simbolismo, siendo esta composición un ejemplo de ello. Toma su título del poema —de 1855— Men and Women, de Robert Browning, pero no representa ningún suceso ni ninguna época en concreto, atendiendo solo a su calidad estética.

## Descripción
Todo el lado derecho de la composición está ocupado por un hombre y una mujer abrazados, ambos vistiendo túnicas azules. El hombre reposa sobre lo que parece un capitel jónico y su vestido es de un azul más oscuro que el de su compañera, que está arrodillada sobre su pierna izquierda y con la espalda apoyada sobre un muro. A los pies del hombre hay dos tambores estriados de una columna rota, de la que brota un rosal silvestre, quizás una alusión a la serie de La leyenda del rosal silvestre, del mismo pintor. En segundo plano a la izquierda hay una puerta con un friso de putti, apoyado en pilastras —decoradas con motivos vegetales— de las que solo vemos la de la derecha. Este escenario puede estar basado en las ruinas de un poliandrion —monumento funerario colectivo— representado en el Sueño de Polífilo, de Francesco Colonna.

## Versión del año 1873
- Colección privada;

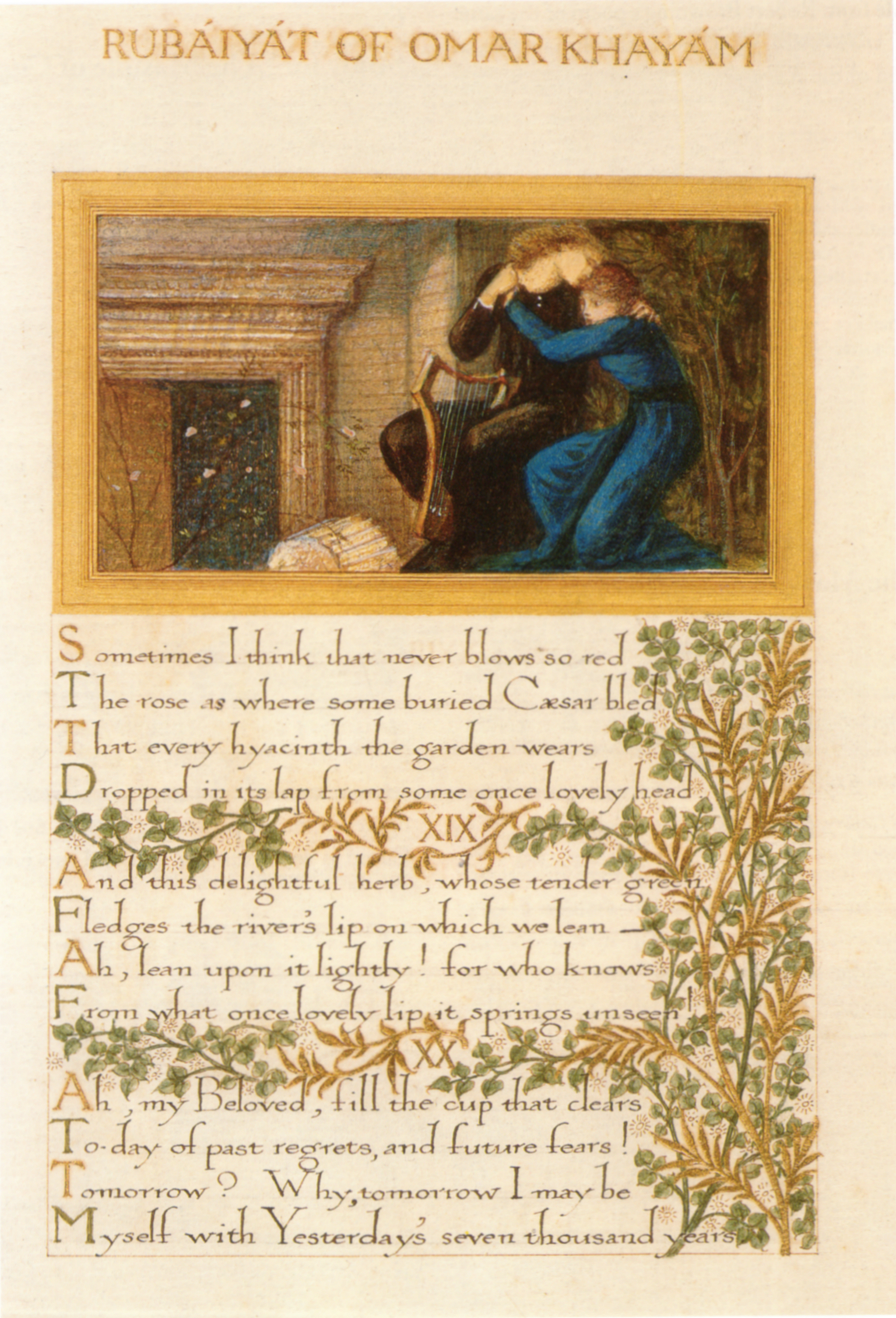
Página del manuscrito, con la ilustración de Burne-Jones

- Técnica: acuarela, gouache y goma arábiga sobre papel;
- Dimensiones: 96,5 x 152,4 cm;;
- Fecha de realización: pintada en 1870-1873 y restaurada en 1898;
- Firmado en la parte inferior izquierda con las iniciales EBJ;[4]
- El el reverso hay una nota manuscrita del pintor, en la que se advierte: This Picture, being painted in WATER / COLOUR, would be injured by the slight- / est moisture. / Great care must be used whenever / it is removed from the Frame.

La mezcla de la acuarela le da un aspecto parecido al de una pintura al óleo. Mientras trabajaba en ella, el pintor realizó —en 1872— una versión en miniatura para un manuscrito de William Morris de la traducción de Edward FitzGerald de los Rubaiyat atribuidos a Omar Jayam.
Esta obra fue expuesta en 1893 en la Société nationale des beaux-arts de París. Acabada la exhibición, se ignoró la advertencia en el reverso y se aplicó un lavado con albúmina, dañando a la acuarela, que después permaneció cinco años en el taller del pintor. En 1898, Burne-Jones fue persuadido de intentar la restauración, que se hizo aplicando bilis de buey y posteriormente repintando las partes dañadas.

## Versión del año 1894

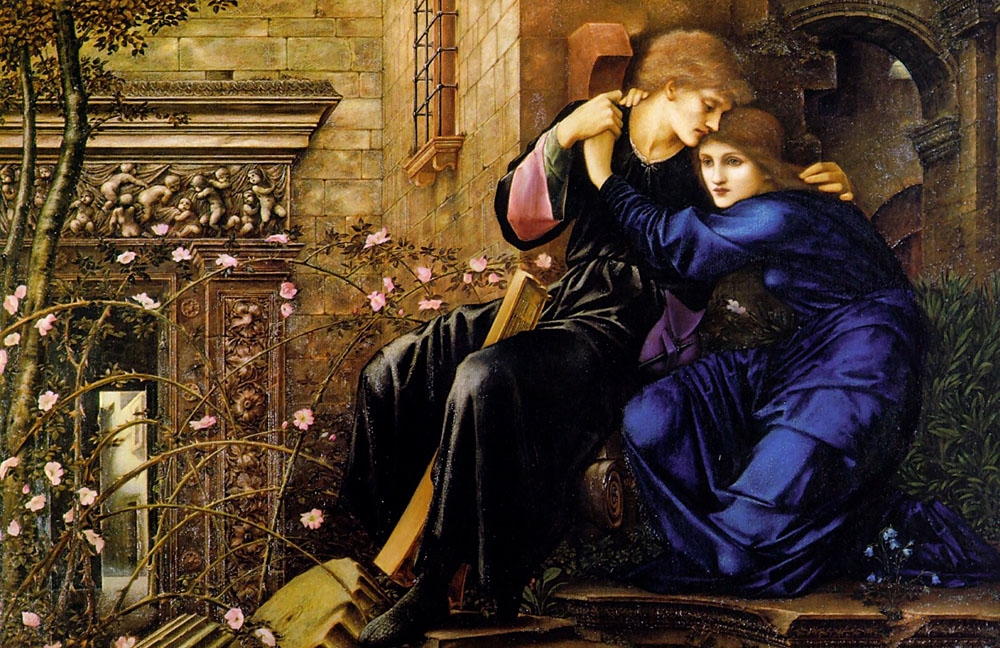
Versión realizada con pintura al óleo

- Pertenece al National Trust, depositado en el Wightwick Manor, n º. de catálogo: NT 1288953[7]
- Pintura al óleo sobre lienzo;
- Dimensiones: 96,5 x 160 cm;
- Fecha de realización: 1893-1894;[8]
- Firmado y fechado, en la parte inferior derecha: EBJ 1894.
- Una nota manuscrita en el reverso comenta: "This oil painting of "Love Among the Ruins" is the same design as the one of the same name which I painted in watercolours twenty one years ago, but which was destroyed in August last year. The present picture I began at once, and have made it as like as possible to the other, and have finished it the day April 23, 1894."[9]

Pensando que la acuarela estaba irremediablemente dañada, el pintor realizó una segunda versión  —en óleo— intentando que fuera los más parecida a la anterior, como el pintor explicó en una nota manuscrita, en el reverso de la obra. En la versión anterior, la modelo para la mujer pudo ser Maria Zambaco, pero sus rasgos variaron en la restauración. En esta variante, los modelos fueron Alessandro di Marco y Antonia Caiva. Algunos críticos contemporáneos consideraron que esta versión —aunque bien pintada— carecía del misterio y del aire mágico de la anterior acuarela.